# エウゲニア・ウミンスカ
エウゲニア・ウミンスカ（ポーランド語: Eugenia Umińska, 1910年10月4日 - 1980年11月20日）はポーランドのヴァイオリニスト。

## 経歴
ワルシャワに生まれる。4歳からヴァイオリンを始め、ワルシャワ音楽院でヨゼフ・ヤジェンプスキに師事した後、1928年からプラハ音楽院に留学してオタカール・シェフチークに学んだ。さらにパリでジョルジェ・エネスクのもとで研鑽を積んだあと、1932年に帰国し、ポーランド国立放送交響楽団のコンサート・ミストレスとなった。
第二次世界大戦が勃発するまでは、ヨーロッパ諸国を回ってポーランドの音楽の紹介に努めたが、大戦が勃発すると、ナチズムと関係する国での演奏活動をやめ、レジスタンス活動に身を投じることとなった。ワルシャワ蜂起に参加してドイツ軍に捕まりそうになったこともある。1945年にはポーランドのクラクフ音楽院の教授に就任し、1964年から3年間院長を務めた。1980年、クラクフで没。
弟子には、カヤ・ダンチョフスカなどがいる。